# Трематоди
Трематоди, або сисуни (лат. Trematoda) — клас паразитичних плоских червів (Platyhelminthes). Їх життєвий цикл, за рідкісними виключеннями, проходить в кількох хазяях і супроводжується закономірним чергуванням не менш ніж трьох поколінь. Наразі описано близько 7200 видів. Деякі трематоди (близько 40 видів) паразитують на людині та спричинюють небезпечні захворювання (наприклад, шистосомози, опісторхоз).
Усі трематоди — паразитичні організми. За будовою вони подібні до турбелярій, а відмінності їх в основному пов'язані із паразитичним способом життя. Для сисунів властиві складні життєві цикли. Статевозріла гермафродитна стадія сисунів називається маритою. Тіло марити сплющене у вигляді листка. Рот розташований на черевному боці переднього кінця тіла і у більшості випадків озброєний сильним мускулистим присоском. Крім цього присоска існує ще один на черевному боці, за допомогою якого сисун прикріплюється до організму хазяїна.
Стінку тіла складає шкірно-м'язовий мішок, до якого входить тегумент (зовнішній покрив), який зрісся з м'язами, що лежать під ним. Тегумент утворений шаром клітин, які злилися між собою і утворили загальну масу цитоплазми (синтицій).
Ротовий отвір веде до мускулистої глотки, яка являє собою сильний сисний апарат. За глоткою іде стравохід і звичайно розгалужені кишки, які закінчуються сліпо.
Нервова система розташована у вигляді навкологлоткового нервового кільця і трьох пар нервових стовбурів, які відходять від нього. Нервові стовбури зв'язані між собою перемичками, бічні стовбури розвинені краще. Завдяки цьому нервова система нагадує решітку.
Видільна система представлена добре розвиненими розгалуженими протонефридіями. Протонефридії починаються в глибині паренхіми клітинами зірчастої форми, які називають кінцевими, або термінальними. Ці клітини численні, розкидані у паренхімі усього тіла.
Майже усі сисуни — гермафродити (окрім шистосом). Чоловіча статева система складається з пари сім'яників, двох сім'япроводів, які зливаються у сім'явипорскувальний канал, і копулятивного органа (цируса). Жіноча статева система складна. Яєчник, жовточники, сім'яприймальник відкриваються у оотип, де здійснюються запліднення і остаточне формування запліднених яєць. Із жовточників надходить поживний матеріал для яєць. Сюди ж надходять виділення спеціальних залоз — тілець Меліса. Із оотипу яйця переміщуються у матку і виводяться назовні через статевий отвір, У деяких сисунів запліднення відбувається у сім'яприймальнику. Запліднення звичайно перехресне. Рідше спостерігається самозапліднення.
Для сисунів властиві спеціалізація і спрощення будови деяких органів, які зумовлені паразитичним способом життя. Спеціалізація проявляється у наявності присосків, шипів, гачків та інших утворів на поверхні тіла, доброму розвитку статевих органів. У проходженні складних життєвих циклів та інтенсивному розмноженні на різних стадіях життєвого циклу. Морфологічна дегенерація (спрощення організації) виражається відсутністю сенсорних органів у статевозрілих форм, які є ендопаразитами. Складні життєві цикли сисунів пов'язані з проходженням низки стадій розвитку. На цих стадіях здійснюється статеве розмноження як із заплідненням, так і без нього, тобто партеногенетично, що забезпечує величезну кількість нащадків, яка необхідна для підтримання існування виду. Сисуни виникли, мабуть, від війчастих червів, які перейшли до паразитичного способу життя. У людини і свійських тварин паразитує кілька видів сисунів. Хвороби, які спричинюють сисуни, називають трематодозами, зокрема це опісторхоз, шистосомози, фасціольоз, клонорхоз тощо.